# Nana Oye Lithur
Nana Oye Lithur là một luật sư và chính trị gia Ghana. Bà là Bộ trưởng Bộ Giới, Trẻ em và Bảo vệ Xã hội ở Ghana từ năm 2013 đến 2017, do Tổng thống John Mahama bổ nhiệm sau cuộc tổng tuyển cử Ghana. Cô là thành viên của Đại hội Dân chủ Quốc gia.